# Albert Fransella
Albert Fransella (Amsterdam (Països Baixos), 17 de març de 1865 - Londres (Regene Unit), 7 de març, 1935), va ser un flautista virtuós i flautista principal d'orquestres holandeses i britàniques entre 1880 i 1925.

## Biografia
Fransella va néixer a Amsterdam però d'origen italià. La seva mare va morir quan Fransella només tenia un any. Fransella només tenia un pulmó.Weston, p.24 Malgrat això, va aprendre a tocar la flauta, i el piano, del seu pare Jacob, professor de música, i Jacques de Jong, flautista del rei d'Holanda. Als quinze anys va actuar en un concert per a Frederic Francesc II de Mecklenburg-Schwerin i era, aleshores, segona flauta en una de les orquestres d'Amsterdam. Un any més tard va ser nomenat primer flauta amb l'Orquestra d'Utrecht. El 1881 va tocar per a Johannes Brahms, que restà entusiasmat amb la interpretació de Fransella, dient que una carrera brillant estava davant dels joves. Va arribar a Anglaterra des dels Països Baixos el 1884 a l'edat de dinou anys quan va ser nomenat flautista principal de l'Orquestra Escocesa de Glasgow. Va aparèixer per primera vegada a Londres amb els concerts Promenade de Jules Riviere a Covent Garden.
El 1888 va tornar a Holanda per unir-se al recentment format Concertgebouw d'Amsterdam com el seu primer flautista solista. Va actuar no menys d'onze vegades com a flautista solista amb l'orquestra sota la direcció de Willem Kes, interpretant repertori com L'oiseau des bois de Doppler, op. 21, per a flauta i quatre trompes, Tarantella de Saint-Saëns, Wien Neerlands bloed de Joachim Andersen, op. 35 (Fantasia sobre un himne popular holandès) i Faust Fantasy d'Edward de Jong. Va tornar a Anglaterra a finals de 1891.
Després es va convertir en el principal intèrpret a Anglaterra, substituint a Oluf Svendsen quan es va retirar com a primer flauta a l'Orquestra del Palau de Cristall el 1892 (aleshores l'única orquestra simfònica a temps complet de Londres), abans de ser convidat. per convertir-se en la primera flauta de la recentment fundada orquestra "Queen's Hall" d'Henry Wood el 1895. Més tard es va convertir en la flauta principal de l'Orquestra de la Societat Filharmònica, tocant amb ells fins a 1925 quan va ser succeït per Robert Murchie. El 1893 va començar a ensenyar a la Guildhall School of Music de Londres. Hi va ser professor fins al 1915. "Death of a Great Flautist". Sunderland Daily Echo and Shipping Gazette. 8 March 1935. p. 7 També va ensenyar al Trinity College of Music de Londres. Entre els seus estudiants hi havia Gerald Jackson, que va ser primer flauta a l'Orquestra Filharmònica de Londres sota Sir Thomas Beecham. També va ensenyar a Ary van Leeuwen, Emil Medicus, Marguerite de Forest-Anderson, Edgar Hunt i Holger Gilbert-Jespersen.
Fransella va tenir la distinció de ser solista al primer concert de Henry Wood "Promenade" el 10 d'agost de 1895, interpretant dos moviments de la Suite de Trois Morceaux de Benjamin Godard. El mateix any, va encarregar als fabricants d'instruments Rudall Carte & Co., que li fessin una flauta d'or. Va utilitzar per primera vegada la flauta nova en un recital al "Queen's Hall" l'any 1896. Va tocar als concerts del "Promenade" no menys de 356 vegades des de 1895 fins a 1918, convertint-se en un dels intèrprets que al públic li agradava veure i donar la benvinguda personalment a l'escenari.
El 1898 Fransella va organitzar un concert al "Queen's (petit) Hall" per mostrar quatre flautes que havia encarregat a Rudall Carte. En el concert, el "Fransella Flute Quartet" va estrenar dues obres de Thomas Harrison Frewin, compositor i primer violí de la Queens' Hall Orchestra de Henry Wood. El concert també va incloure noves obres d'Ernesto Köhler i Albert Ketèlbey. El 1900 i el 1901 com a director, director musical i director del teatre d'estiu dels jardins Ranelagh, "Felixstowe", va dirigir la seva pròpia sèrie de concerts de passeig amb la seva pròpia orquestra.
Va tocar amb el "Queen's Hall Wind Quintet", fundat el 1902 al costat de Désiré Lalande (oboè), Manuel Gomez (clarinetista), Frederick James (fagot) i Adolf Borsdorf (trompa).
Fransella havia de donar i presentar moltes primeres interpretacions d'obres dels grans compositors del segle xx. El 13 de març de 1899, en un concert de cambra d'Albert Fransella, hi va haver la primera interpretació de Delius Seven Songs from the Norwegian, al "Queen's (petit) Hall" amb Minna Fischer.
Fransella va oferir la primera interpretació anglesa del Prélude à l'après-midi d'un faune de Debussy en un concert de "Promenade" amb la "Queen's Hall Orchestra" el 20 d'agost de 1904.
Tal era la seva fama, que l'any 1906 va aparèixer una caricatura de Fransella titulada El Paganini de la flauta a les Il·lustrades Esportives i Dramàtiques News. Aquest títol es va repetir en revisions posteriors. Fransella havia de tenir molts d'aquests elogis per descriure la seva manera de tocar durant la seva carrera:... cap intèrpret pot igualar el senyor Fransella, virtuós de la flauta. Henry Wood es va referir a ell com "Aquell gran flautista". També va rebre grans elogis per la seva direcció i habilitats pianístiques.
El maig de 1906, Fransella va tocar en un concert commemoratiu de Bach a la "Sala Eòlica", per recaptar fons per a la compra de la casa de Bach a Eisenach i per a la dotació d'un Museu Bach. Més tard aquell any, va oferir l'estrena britànica de la Suite de York Bowen per a flauta i piano, que Bowen va dedicar a Fransella, amb el compositor al piano. El 1907 va cofundar les editorials musicals Stainer & Bell amb Richard Henry Walthew, un col·lega de la "Guildhall School of Music", Sydney Bransgrove i altres. Va editar diverses publicacions i va publicar diverses de les seves pròpies composicions a través d'aquesta editorial. Va estrenar el 1907 Idyll de Walthew, publicat per "Stainer and Bell", amb el pianista Frederick B. Kiddle en un ball de festa de Queen's Hall el setembre de 1907.
El maig de 1908, Fransella va aparèixer al costat dels millors intèrprets de l'època a l'Albert Hall de Londres. El concert en favor de la Lliga de la Misericòrdia, amb invitacions emeses pel príncep i la princesa de Gal·les, va incloure artistes com Enrico Caruso, John McCormack, Efrem Zimbalist, Nellie Melba i Antonio Scotti.
El 9 de setembre de 1909 va oferir l'estrena del concert per a flauta de Carl Reinecke a Londres.
Fransella va ser el primer flautista a ser una artista de gravació d'anomenada i va acompanyar les grans sopranos Luisa Tetrazzini, Nellie Melba, Ellen Beach Yaw, Ruth Vincent, Dorothy Silk, Adelina Patti, Christina Nilsson, Emma Albani, Zélie Trebelli-Bettini, i Mignon Nevada. Fransella va anomenar el quart dels seus set fills Ella Melba Fransella, en honor de la gran soprano. Fransella havia actuat amb Melba amb gran aclamació en un concert de juny de 1894.
Fransella es va casar amb Ella Marie Brennen el 1889 i van tenir set fills. El seu primer fill, Henri, va ser un excel·lent flautista que va tocar a la "Queen's Hall Orchestra" i Covent Garden i com a solista, a més de tocar al costat del seu pare en diversos concerts.
El 1912 Albert i Henri van acompanyar la primera interpretació dA Poor Young Shepherd de Poldowski (Régine Wieniawski), cantada pel seu marit Sir Aubrey Dean Paul (sota el seu nom artístic d'Edward Ramsey) amb Wieniawski al piano. Henri va morir jove amb només 27 anys.
El 1912 Albert va fundar el primer "Fransella Trio" amb Marjorie Hayford al violí i Winifred Christie al piano. També va tocar amb el "Hamilton Harty Trio" (amb Hamilton Harty, piano i J.L Fonteyne, oboè) i el "Hamilton Harty Sextet". El sextet va debutar el 2 de novembre de 1911, interpretant l'estrena anglesa del Quintet per a piano i vent de Rimski-Kórsakov, entre altres obres. Va ser director del sextet "London Wind", del quartet Fransella i dels dos "Trios Fransella".
A més de les seves nombroses aparicions als The Proms, Fransella va tocar en nombrosos recitals. El 1913 va presentar una sèrie de quatre recitals i va incloure les millors, i més populars, peces del repertori de flauta. Les actuacions van incloure obres de Joachim Anderson, J.S. Bach, Alfredo Casella, Cécile Chaminade, Katherine Eggar, Philippe Gaubert, Mozart, Susan Spain-Dunk, Carl Reinecke i Theodor Verhey.
Fransella, actuant al costat d'Harry Waldo Warner a la viola i Miriam Timothy a l'arpa, va oferir la primera actuació pública del Trio per a flauta, viola i arpa de Debussy a l'"Aeolian Hall" el 2 de febrer de 1917.
El 26 de març de 1917, l'"Oriana Madrigal Society" va presentar un concert a l'"Aeolian Hall" que incloïa la primera interpretació del Trio elegíac d'Arnold Bax, amb el compositor Harry Waldo Warner com a violista. Fransella, el flautista del trio, va fer una interpretació de les Quatre Danses per a flauta i piano que Bax havia rescatat del seu ballet Tamara. Més tard aquell any, Fransella va oferir la primera actuació de la Suite Bretonne de Dora Bright amb la "Queen's Hall Orchestra" i Henry Wood als Proms.
El 1918, Fransella i diversos músics de renom com Albert Sammons, Emile Sauret, William Murdoch, York Bowen, John Ireland, Eugène Goossens, Arnold Bax, Lionel Tertis, Felix Salmond i Walter Hyde van intentar establir un nou conservatori de música a Londres. Va ser conegut com el Conservatori Internacional de Música. El músic belga Emile de Vlieger havia de ser codirector amb Alfonso Marconi i la senyora Godfrey Isaacs com a patrocinadors financers. El conservatori proposat no va arribar a bon port.
Fransella encara era considerat el millor intèrpret d'Anglaterra el 1919 quan Gerald Jackson, la futura primera flauta de l'Orquestra Filharmònica de Londres de Beecham, es va convertir en el seu alumne. El 6 d'octubre de 1920, Fransella va oferir la primera interpretació de la Rapsodia d'Arthur Bliss, per a soprano sense paraules, tenor i conjunt de cambra, en un concert de Gerald Cooper al "Mortimer Hall" de Londres. Els intèrprets van ser: Dorothy Helmrich (soprano), Gerald Cooper (tenor), Albert Fransella (flauta), Mr. Hinchcliffe (clarinet), Wadsworth Quartet i contrabaix. Més tard aquell mateix any, el 15 de desembre de 1920, Fransella va oferir la primera interpretació de Rout d'Arthur Bliss, per a soprano sense paraules i conjunt de cambra, a la casa de la baronessa d'Erlanger de Piccadilly (Londres). Els intèrprets van ser: Grace Crawford (soprano), Albert Fransella (flauta), Charles Draper (clarinet), J. H. Plowman (percussió), Gwendolen Mason (arpa), Philharmonic Quartet i Claude Hobday (contrabaix). L'actuació va ser dirigida per Arthur Bliss.
Entre els anys 1924 i 1926, Fransella va tocar per a la "British Broadcasting Company". Fransella, juntament amb Léon Goossens i Harry Berly, van oferir l'estrena del Terzetto per a flauta, oboè i viola de Gustav Holst a la "Faculty of Arts Gallery de Golden Square", Londres, el març de 1926. Aleshores, l'obra va rebre la seva primera emissió pels mateixos intèrprets el juny de 1926. El Terzetto de Holst va ser dedicat a Fransella, que tenia altres obres dedicades a ell per Joachim Anderson (Etudes Techniques Op.63) i Leonardo De Lorenzo (The Two Virtuosos).
Va ser el corresponsal estranger a Anglaterra de la revista nord-americana "The Flutist", una revista mensual de flauta publicada per Emil Medicus entre 1920 i 1929.
Fransella va formar el "Trio Filharmònic" el 1925. El pianista va ser primer Geoffrey O'Connor Morris, seguit poc després per Francesco Ticciati. L'oboísta del trio era Léon Goossens. El 1928 Robert Murchie va ocupar el lloc de Fransella.

## Últims anys
Fransella va emprendre una gira àmpliament infructuosa per Sud-àfrica el 1928 i va tornar a Anglaterra a la tardor de 1930 en circumstàncies difícils. En el que podria haver estat el seu últim concert públic, el febrer de 1934 al "The Ballet Club" de Londres, com a part de la sèrie de concerts Macnaghten-Lemare, centrada en obres noves de joves compositors anglesos, Fransella va interpretar el Quintet per a flauta, oboè, clarinet, violí i violoncel (1932) de John Locke. Aquella nit també es van interpretar obres de la mateixa instrumentació de Robin Milford, Christian Darnton i Walter Leigh. L'oboista aquell vespre era Sylvia Spencer; el clarinetista era Alan Frank. Fransella va fer pocs recitals després d'aquesta data i a principis de març de 1935, només deu dies abans del seu 70è aniversari, es va suïcidar a Londres, després d'una greu malaltia.
Albert Fransella és recordat al "Musicians Book of Remembrance" a la Capella del Músic dins l'Església del Sant Sepulcre, (L'Església dels Músics) a Londres.

## Revistes
- Bigio, Robert «Albert Fransella – The Paganini of the Flute». Pan – The Journal of the British Flute Society, vol. 12, 2, 6-1994, pàg. 19–25.